# Перес, Иохан (футболист)
Иохан Фабиан Перес Куадро (исп. Ihojan Fabián Pérez Cuadro; род. 17 февраля 2006, Монтевидео) — уругвайский футболист, полузащитник клуба «Ривер Плейт».

## Клубная карьера
Перес — воспитанник столичного клуба «Ривер Плейт. 4 февраля 2023 года в матче против «Серро-Ларго» он дебютировал в уругвайской Примере.